# منطقه ۴ عملیات انتقال گاز
منطقه ۴ عملیات انتقال گاز در حال حاضر بیش از ۸٬۰۶۲٬۹۴۴ کیلومتر خطوط انتقال گاز در استان‌های خراسان رضوی، خراسان شمالی، خراسان جنوبی و بخشی از استان سمنان را تحت پوشش عملیاتی خود دارد.
شروع فعالیت مستقل آن با عنوان امور خطوط لوله شمال و شمال شرق در سال ۱۳۷۴ می‌باشد که پس از تشکیل مدیریت عملیات (پالایش و انتقال) در سال ۱۳۸۲ به منطقه ۴ عملیات انتقال گاز تغییر عنوان پیدا نمود.

## اهم وظایف
بهره برداری و نگهداری از ۸٬۰۶۲٬۹۴۴ کیلومتر خطوط لوله انتقال گاز با قطرهای ۲ الی ۴۸ اینچ بر عهده این منطقه می‌باشد.

## مبادی دریافتی
- شرکت پالایش گاز شهید هاشمی نژاد در استان خراسان رضوی با تولید ۵۱٬۰۰۰٬۰۰۰ متر مکعب در روز

## ایستگاه تقویت فشار
- ایستگاه تقویت فشار گاز رضوی، با ۱۵۸ کیلومتر خط لوله ۳۰ اینچ سرخس / نکا

ایستگاه مذکور در سال ۱۳۷۷ بر روی خط لوله ۳۰ اینچ سرخس /نکا و به منظور تأمین گاز نیروگاه نکا و حوزه شمال شرق کشور احداث گردیده‌است.
- ایستگاه تقویت فشار فاروج در استان خراسان شمالی - فاروج با ۳۰۰/۲ کیلومتر خط لوله ۳۰ اینچ سرخس / نکا